# サラエボ事件
- サラエボ事件
- サラエヴォ事件
- サライェヴォ事件

サラエボ事件（サラエボじけん）は、1914年6月28日にオーストリア＝ハンガリー帝国の皇位継承者であるオーストリア大公フランツ・フェルディナントと妻のゾフィー・ホテクが、サラエヴォ（当時オーストリア領、現・ボスニア・ヘルツェゴビナの首都）を訪問中、ボスニア系セルビア人の青年ガヴリロ・プリンツィプによって暗殺された事件。この事件をきっかけとしてオーストリア＝ハンガリー帝国はセルビア王国に最後通牒を突きつけ、第一次世界大戦の勃発につながった。
暗殺を実行したプリンツィプは、大セルビア主義テロ組織「黒手組」の一員ダニロ・イリッチによって組織された6人の暗殺者グループ（5人のボスニア系セルビア人と1人のボシュニャク人）のうちの1人だった。暗殺者グループとその支援者、および暗殺を計画したセルビア軍関係者は逮捕されて裁判にかけられ、有罪判決を受けたのちに処罰された。ボスニアで逮捕された者たちは1914年10月にサラエボで裁判にかけられた。その他の者たちは、暗殺とは無関係な罪状で1917年にセルビア当局によって起訴されたのちテッサロニキで裁判にかけられ、そこでは3人のセルビア軍高官に死刑が言い渡された。そのうちの1人であり、事件当時セルビア軍諜報部長だったドラグーティン・ディミトリエビッチは、自らがフランツ・フェルディナントの暗殺を指令したことを裁判中に告白した。

## 背景

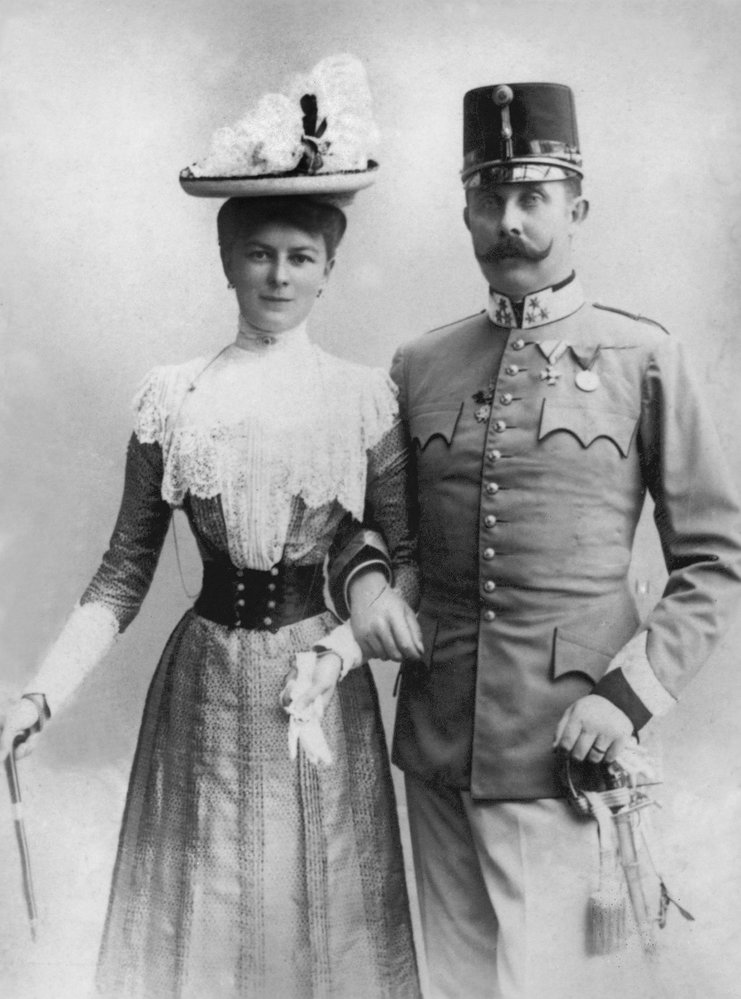
オーストリア大公フランツ・フェルディナントとその妻ゾフィー・ホテク

1878年締結のベルリン条約により、オーストリア＝ハンガリー帝国は（オスマン帝国に名目上の主権は残されたものの）ボスニアを占領し施政を行う権限を得た。同条約はさらに、セルビア公国が完全な主権国家としてオスマン帝国から独立することを承認していた。独立したセルビア公国では1882年にミラン・オブレノヴィチ4世がセルビア王ミラン1世として即位し、セルビア王国が成立した。セルビアの王家であるオブレノヴィッチ家はオーストリア＝ハンガリーとの密接な関係を保ち、ベルリン条約によって定められた領土を統治することに満足していた。
1903年5月、ドラグーティン・ディミトリエビッチ率いるセルビア軍士官の一派がセルビア王宮を襲撃したことで、その状況は変化した。セルビア王アレクサンダル1世と王妃ドラガは繰り返し銃で撃たれ殺害された。一説には、その後「王と王妃の亡骸は服を脱がされ、残忍に切り刻まれた」と言われている。襲撃者らは2人の死体を宮殿の窓から投げ捨て、王に忠実な勢力が反撃を試みる可能性を排除した。襲撃を計画した者たちは、カラジョルジェヴィチ家のペータル1世を新たなセルビア王に即位させた。
新しい王朝は以前よりもセルビア民族主義的かつ親露的であり、セルビア王国とオーストリア＝ハンガリー帝国との関係は悪化した。1906年にはセルビアとオーストリア＝ハンガリーとの間で関税戦争（一般に「豚戦争」と呼ばれる）が起こった。そして1908年にオーストリア＝ハンガリーが、膨大なセルビア人人口を抱えるボスニア・ヘルツェゴビナの併合を宣言すると、セルビアの政府と国民はこれに強く反発し、オーストリアに対する感情を極端に悪化させた。
1912年10月に勃発した第一次バルカン戦争において、セルビア王国を含むバルカン同盟はオスマン帝国に勝利し、バルカン半島におけるオスマン帝国の旧支配地域を獲得した。1913年6月に始まった第二次バルカン戦争ではそれらの地域の領有を巡り元同盟国のブルガリア王国と対決して勝利し、セルビアはコソボと北マケドニアの領有を確定させた。2つのバルカン戦争の結果、セルビアの領土面積は戦前の1.8倍となり、総人口も300万人から450万人に増加した。
セルビアの軍事的成功と、オーストリアによるボスニア・ヘルツェゴビナ併合への憤慨は、「大セルビア」の実現を目指すセルビア民族主義者を勢いづけた。ボスニア・ヘルツェゴビナでは、かねてよりボスニア系セルビア人がオーストリアによる併合に不満を抱いており、後年「青年ボスニア」として知られるようになる、反オーストリア的・大セルビア主義的な革命運動が若者を中心に台頭していた。さらに、ボスニア系セルビア人の民族主義的感情は、セルビア本国の「文化的」団体によって扇動されていた。

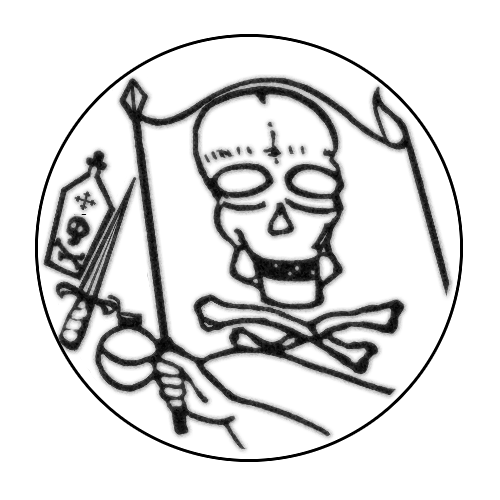
「統一か死か（黒手組）」のシンボルマーク

1914年までの5年間、ボスニア・ヘルツェゴビナとクロアチアにおいて、単独犯の暗殺者（主にセルビア人）がオーストリア＝ハンガリー帝国官吏の暗殺を試み、失敗するという事件が多数発生していた。1910年6月3日、「青年ボスニア」の参加者であるボグダーン・ツェラジッチは、当時のボスニア・ヘルツェゴヴィナ総督マリヤン・ヴァレシャニンの暗殺を試みたが、失敗に終わった。22歳のツェラジッチは、正教会を信仰するヘルツェゴビナ出身のセルビア人で、ザグレブ大学法学部の学生でもあり、頻繁にベオグラードを訪れていた。ツェラジッチはヴァレシャニンに向けて5発の弾丸を発射した後、自らの頭部を撃って自殺しており、その行為はガヴリロ・プリンツィプのような未来の暗殺者にインスピレーションを与えた。プリンツィプはのちに、ツェラジッチは「私が最初に模範とした人物であり、私が17歳の時、彼の墓の前で何度も夜を過ごし、彼のことを考え、また惨めな現状を思い返した。そして墓の前で、私もいずれは暴力的な手段に訴えることを決めた」と語った。
1913年、オーストリア皇帝フランツ・ヨーゼフ1世は大公フランツ・フェルディナントに対し、1914年6月に予定されているボスニアでの軍事演習を視察するよう命令した。大公とその妻ゾフィーは、演習の後にサラエボを訪問し、そこに新設される国立博物館の開館に立ち会うことを計画した。大公夫妻の長男マクシミリアン・ホーエンベルクによると、ゾフィーが視察旅行に同行したのは夫の安全を危惧してのことだった。

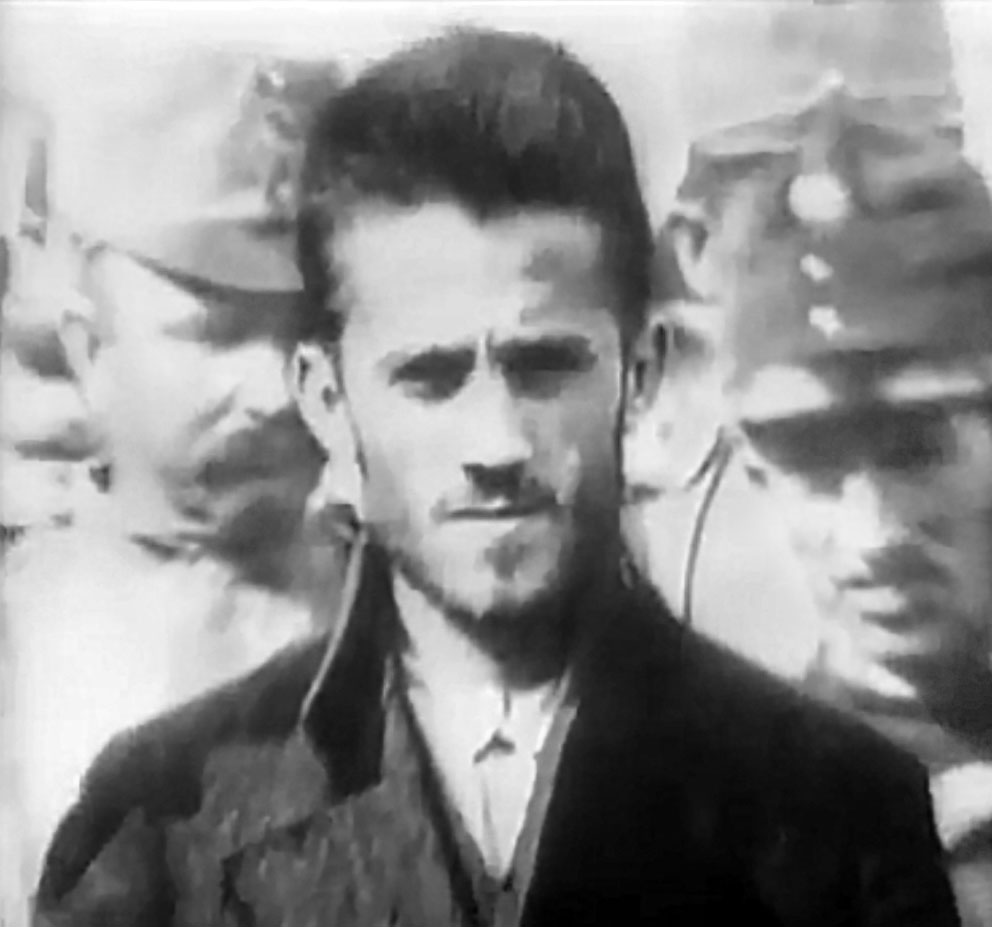
ガヴリロ・プリンツィプ

ゾフィーは貴族出身ではあったが王族出身ではなく、ハプスブルク家の皇位継承者であるフランツ・フェルディナントとの結婚は貴賤結婚となった。 皇帝フランツ・ヨーゼフは、2人の間に生まれた子孫が皇位を継がないことを条件として結婚を承認していた。視察が予定されている6月28日は2人の14回目の結婚記念日であった。ゾフィーの置かれていた立場について、 歴史家A・J・P・テイラーは次のように述べている。
（ゾフィーには、大公の）階級を共有することは絶対に許されなかった。……夫のような華やかさを共有することはできず、公の場では彼の横に座ることさえ許されていなかった。ただし、1つの抜け道が存在した。……彼が軍人として行動する場合に限り、その妻は同じ階級に属する者として振る舞うことができたのだ。それ故に、大公は1914年にボスニアで軍を視察することに決めたのだった。ボスニアの首都サラエボでは、大公とその妻は屋根のない馬車に隣同士座って移動することができた。……このようにして、愛のため、大公は死地に赴いたのである。
フランツ・フェルディナントは連邦化構想の支持者であり、オーストリア＝ハンガリー二重帝国内のスラブ人地域から第三の王国を形成し、二重帝国を三重帝国へと改編することに賛成していると見られていた。スラブ系民族による第三の王国は、セルビア民族統一主義に対する防波堤となる可能性があり、そのためにセルビア民族統一主義者らは大公を脅威として認識していた。プリンツィプは裁判中、大公が計画していた改革の阻止が暗殺の動機の1つであると述べた。
大公夫妻が暗殺された6月28日（ユリウス暦における6月15日）は、セルビアでは聖ヴィトゥスの日（Vidovdan）と呼ばれる祝日であるのと同時に、1389年のコソボの戦いの記念日でもあり、コソボの戦いではオスマン帝国のスルタンがセルビア人によって暗殺される事件が起きていた。

## 暗殺

### 6台の車列

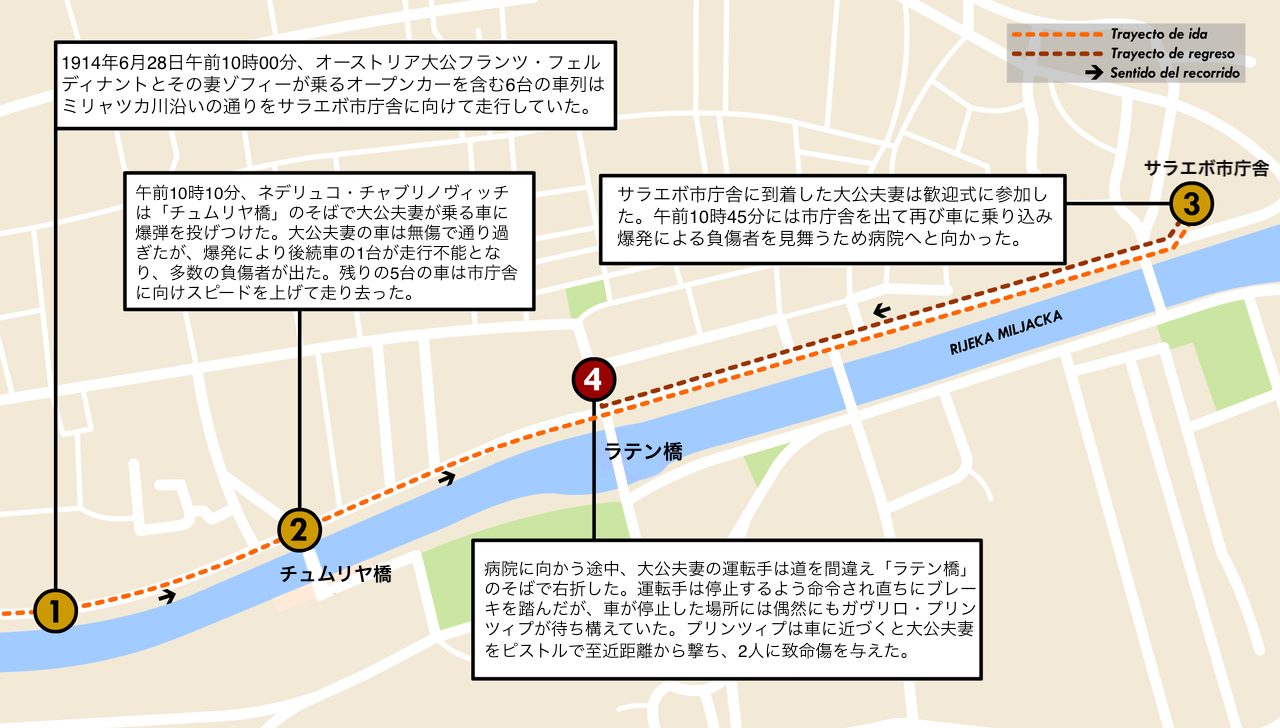
サラエボ事件の経緯を4段階で示した図

1914年6月28日の朝、大公フランツ・フェルディナントとその一行は列車に乗り、イリジャ・スパからサラエボまで移動した。ボスニア・ヘルツェゴビナ総督オスカル・ポティオレクは、サラエボ駅で一行を出迎えた。駅には6台の自動車が待っていた。手違いにより、先頭車両には特別警備の隊長と共に3人の地元警察官が乗り込んでしまい、隊長に同行するはずだった特別警備隊員らは取り残された。 2台目の車両にはサラエボの市長と警察署長が乗り込んだ。3台目の車両はオープンカーのグラーフ&シュティフト 28/32 PSで、屋根（ほろ）は折りたたまれていた。この3台目の車には、大公夫妻とポティオレク、フランツ・フォン・ハラック伯爵の4人が乗り込んだ。予告されていたプログラムによれば、6台の自動車はまず最初に駐留軍の兵舎を訪れ、簡単な視察を済ませた後、午前10時00分に兵舎を出発し、アペル・キー（Appel Quay）と呼ばれる川沿いの道を通ってサラエボ市庁舎に向かうことになっていた。
大公の訪問時、サラエボ市内の警備体制は限定的だった。当地の軍司令官ミハエル・フォン・アペルは、軍の兵士を一行の予定ルートに沿って配置することを提案していたが、そのような措置は（オーストリアに）忠実な市民の感情を害することになるとして却下された。結果として、一行の警護はサラエボ警察に委ねられており、訪問当日の日曜日には当直の警察官は約60人に過ぎなかった。

### 爆弾による暗殺未遂

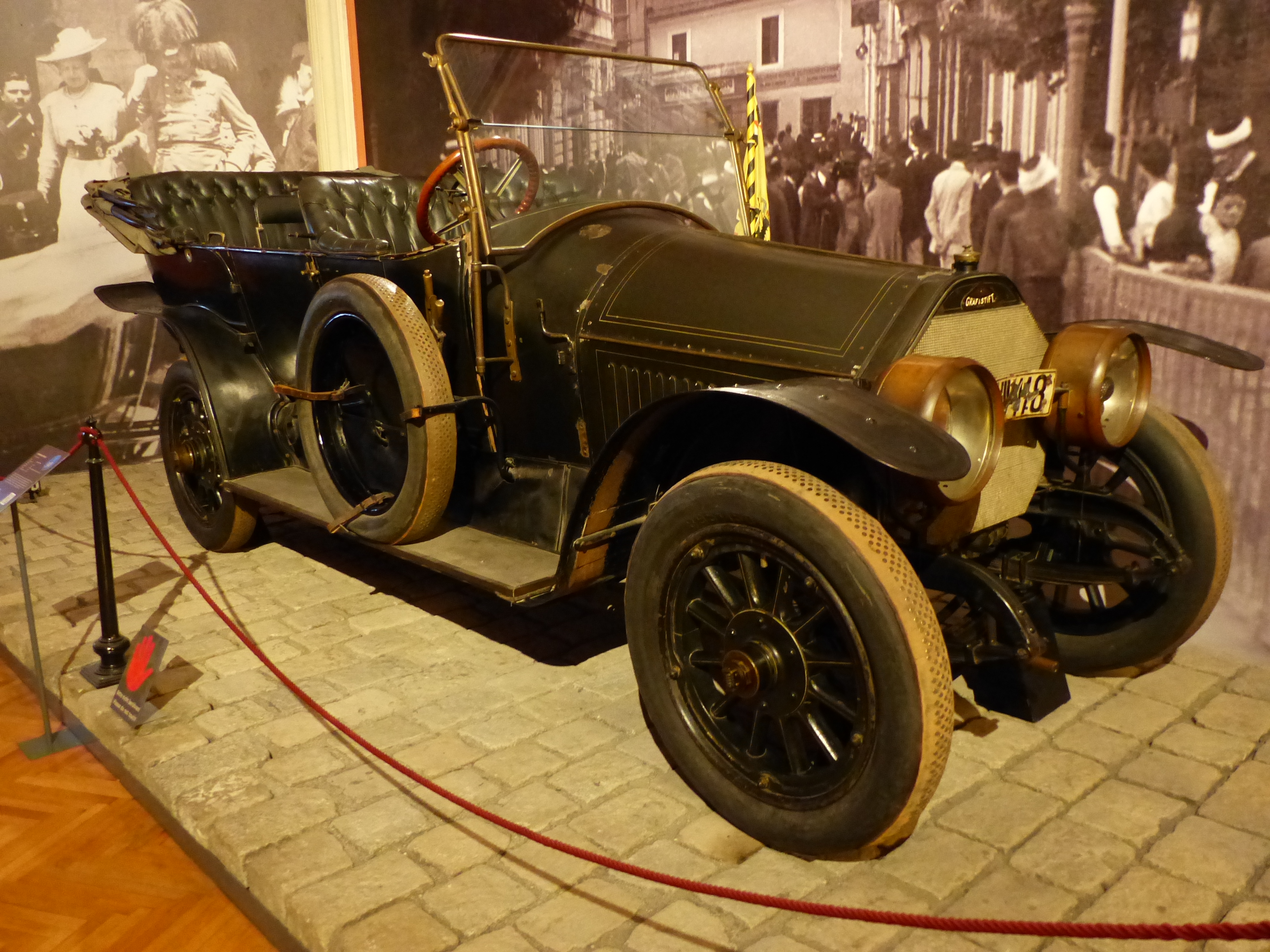
大公フランツ・フェルディナント夫妻が暗殺時に乗っていた1911年式グラーフ&シュティフト 28/32 PS（2017年にウィーン軍事史博物館で撮影）

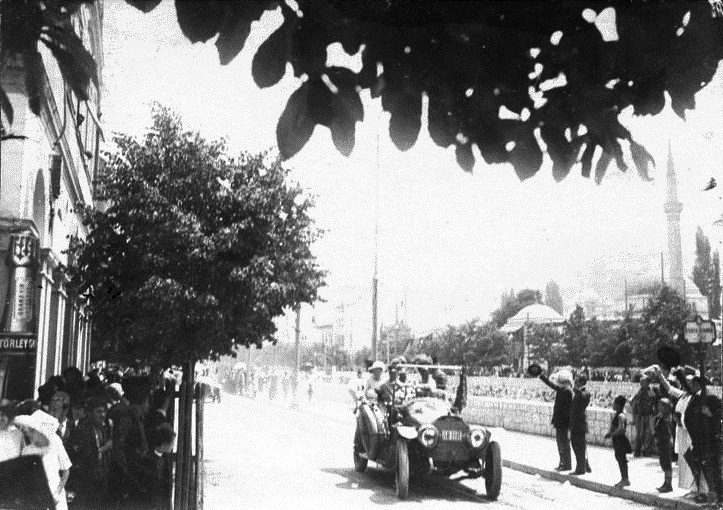
暗殺当日、大公夫妻を乗せてサラエボ市内を走行中のオープンカー

6台の車列はミリャツカ川沿いの通り（アペル・キー）に入り、1人目の暗殺者ムハメド・メフメドバシッチの前を通過した。暗殺者グループを率いるダニロ・イリッチは、メフメドバシッチを爆弾で武装させ、モスタール・カフェ（Mostar Cafe）に隣接する庭の前に立たせていたが、メフメドバシッチが行動を起こせないまま車列は通り過ぎた。イリッチはヴァソ・チュブリロヴィッチにピストルと爆弾を持たせ、メフメドバシッチの隣に配置していたが、チュブリロヴィッチもまた何もできなかった。通りのさらに先には、爆弾を持った3人目の暗殺者ネデリュコ・チャブリノヴィッチが、失敗した2人とは反対側（ミリャツカ川側）に配置されていた。
午前10時10分、大公夫妻を乗せた車が接近し、チャブリノヴィッチは爆弾を投げつけた。爆弾はオープンカーの折りたたまれていた幌に当たって跳ね返り、路上に落ちた。爆弾は時限起爆装置によって後続車の下で爆発し、車は破壊されて走行不能となり、16 – 20名が負傷した。この爆発は直径30 cm、深さ170 mmのクレーターを残した。チャブリノヴィッチは自決用の毒薬（シアン化物）を飲み込み、ミリャツカ川に身を投げたが、古く劣化していた毒薬は嘔吐を引き起こしただけで、暑く乾燥した夏のために川の水深はわずか13 cmしかなく、自殺は未遂に終わった。チャブリノヴィッチは警察によって川から引きずり出され、拘留される前に群衆から激しい暴行を受けた。
破壊された車両を置き去りにして、残った5台の車両はスピードを上げ、市庁舎に向かって走り去った。ツヴィエトコ・ポポヴィッチ、ガヴリロ・プリンツィプ、トリフコ・グラベジュの3人は、スピードを上げた車列が目の前を高速で通過したため、行動を起こせなかった。

### 市庁舎での歓迎式

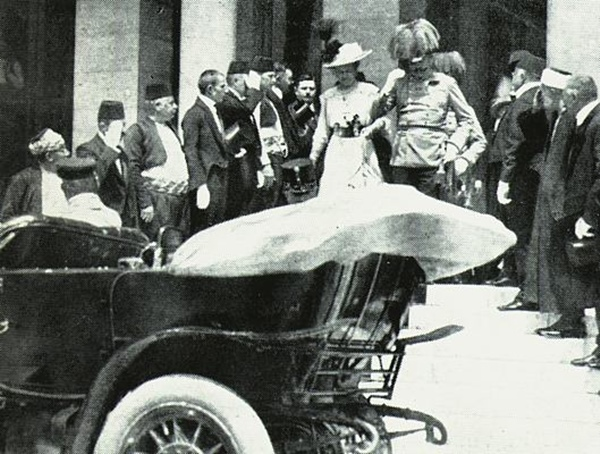
サラエボ市庁舎を出て車に戻ろうとする大公夫妻（暗殺の数分前に撮影）

大公フランツ・フェルディナントを乗せた車はサラエボ市庁舎に到着し、大公は市庁舎内で予定されていた歓迎式に参加したが、彼は直前に遭遇した出来事によるストレスを隠せない様子だった。大公はフェヒム・クルチッチ市長による歓迎のスピーチを途中でさえぎると、「市長殿、私はここに来るやいなや爆弾で出迎えられたぞ。一体どうなっているんだ」と言って抗議した。その後、妻ゾフィーは大公の耳に何かささやいた。そしてしばらくして、大公は市長に「もう良い、話を続けなさい」と告げた。この時までに大公は落ち着きを取り戻しており、市長は無事にスピーチを終えた。続いて大公がスピーチを行う番となったが、彼のスピーチ原稿は爆弾で走行不能となった車両に積まれていたため、原稿が市庁舎に届けられるまでに時間がかかり、ようやく届いた原稿は負傷者の血で濡れていた。大公は用意された原稿に、当日の出来事についての発言をいくつか付け加え、サラエボの人々の歓迎には「暗殺の試みが失敗したことへの歓喜が表れている」として感謝の意を述べた。
大公夫妻に同行していた者たちは、次に何をすべきかについて議論した。大公の侍従であるルメルスキルヒ男爵は、兵士らが市内に到着して警備の体制を整えるまで、大公夫妻は市庁舎を離れるべきではないと提案した。オスカル・ポティオレク総督は、演習から直接やって来る兵士はそのような任務にふさわしい礼装を着ていないとして、この提案を拒絶した。 ポティオレクは、「サラエボは暗殺者だらけとでもお思いですか？」と言って議論を終わらせた。
フランツ・フェルディナントとゾフィーは予定していた計画を諦め、先ほどの暗殺未遂による負傷者を見舞うためサラエボ病院を訪問することを決めた。午前10時45分、大公夫妻は市庁舎を出て車列に戻り、再び3台目の車に乗り込んだ。夫妻の安全を確保するため、ポティオレク総督は一行の予定されていた走行ルートを変更し、混雑した街の中心部を避け、病院までアペル・キーをまっすぐ進ませることに決めていた。しかし、ポティオレクは各車両の運転手に走行ルートの変更について伝達することに失敗した。歴史家ヨアヒム・レマクによれば、この混乱はポティオレクの補佐官メリッツィが先の暗殺未遂の負傷者に含まれており、入院中であったために引き起こされた。

### 大公夫妻の射殺

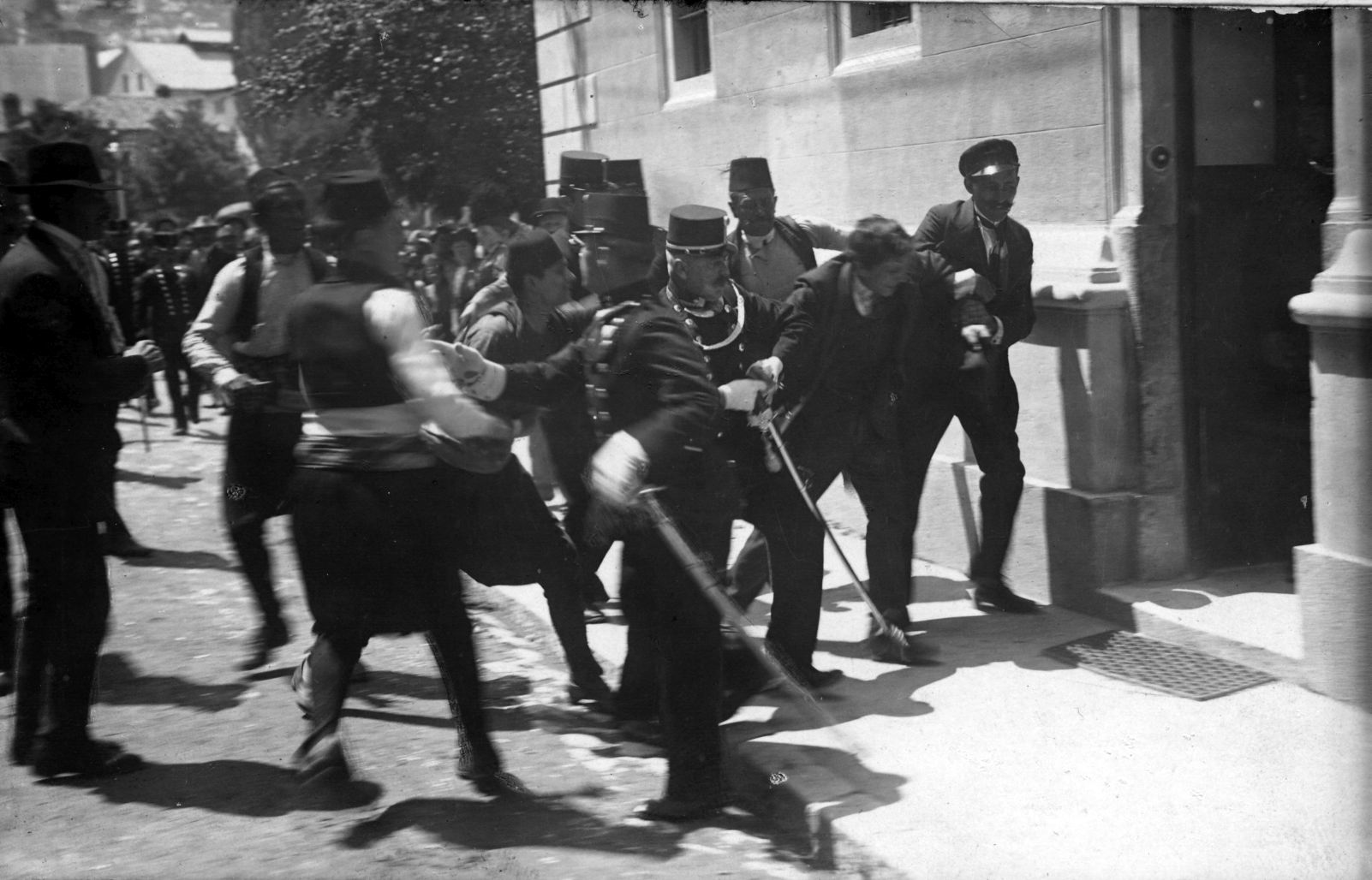
暗殺直後の現場の様子

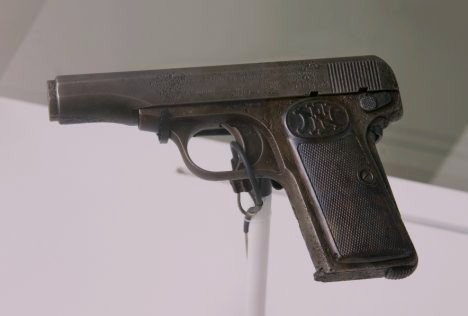
プリンツィプが大公フランツ・フェルディナントを殺害したピストル（FNモデルM1910）

爆弾による暗殺が失敗したのを知ったプリンツィプは、大公を帰路で暗殺するにはどの位置にいるべきかを考え、最終的にはラテン橋の近くにある食料品店（シラーズ・デリカテッセン）の前で待機することに決めた。その頃、市庁舎を出発した1台目と2台目の車両がラテン橋の付近で右折してアペル・キーを離れ、わき道へと入っていった。大公が乗る3台目の車の運転手が、前の2台のルートを追って右折しようとした時、同乗していたポティオレク総督は運転手に向かって叫び、道を間違えたから停車するよう指示した。運転手がブレーキを踏み、車が停止した場所にはプリンツィプが立っていた。プリンツィプは自動車の踏み板に登ると、フランツ・フェルディナントとゾフィーを至近距離から射撃した。歴史家ルイジ・アルベルティーニによれば、「最初の弾丸は大公の頸静脈を傷つけ、2発目の弾丸は女公爵の腹部に致命傷を与えた」という。プリンツィプは自らを撃って自殺しようとしたが、直ちに群衆によって取り押さえられ、逮捕された。プリンツィプはのちに裁判の判決に際して、自分はゾフィーの殺害を意図しておらず、彼女が受けた弾丸はポティオレク総督に向けて放ったものだったと述べた。

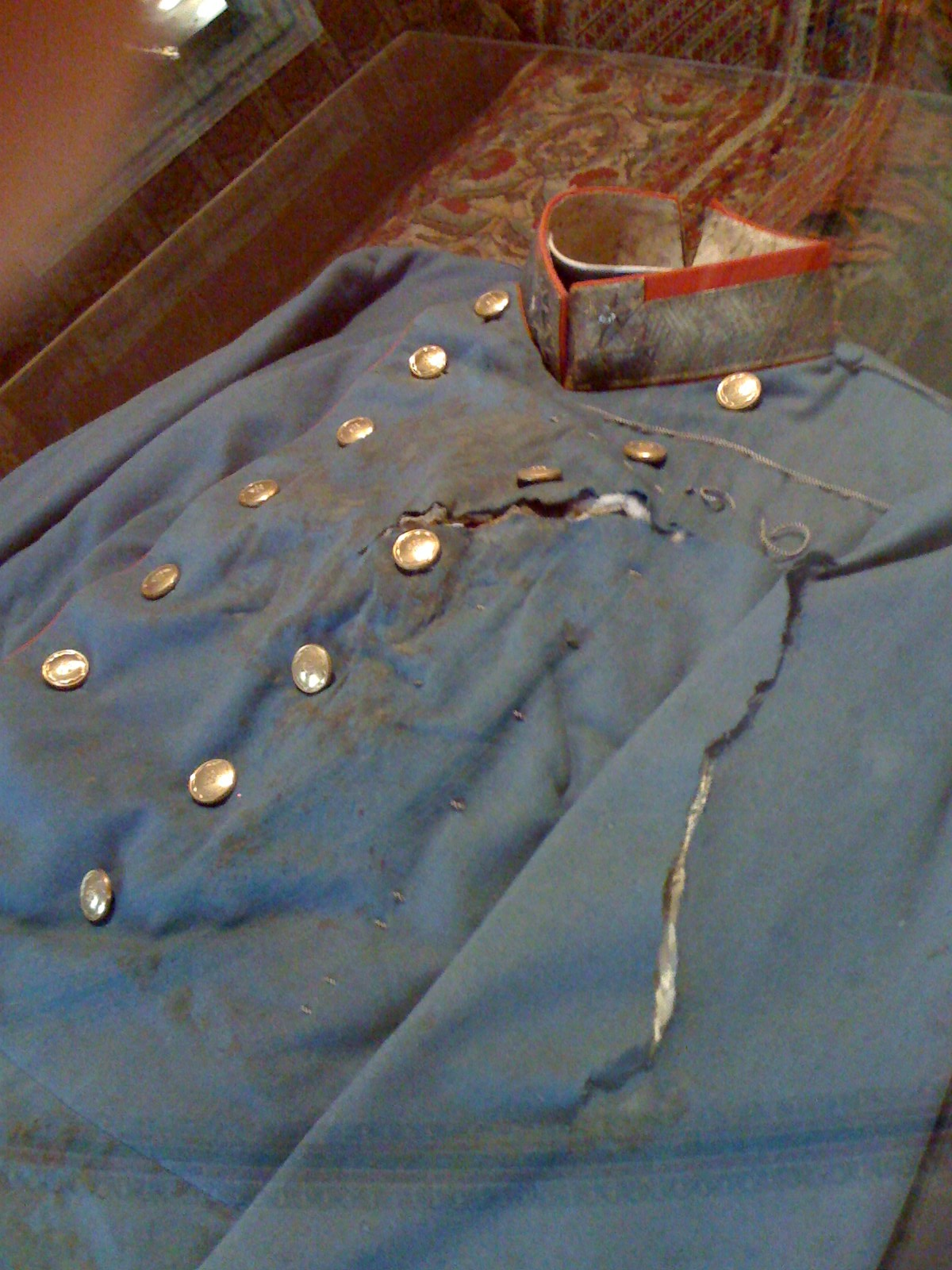
暗殺時に大公が着用していた軍服

ゾフィーは撃たれた直後に意識を失い、フランツ・フェルディナントの膝の上に倒れこんだ。大公もまた、治療のため総督公邸に連れて行かれる間に意識不明の状態となった。フォン・ハラック伯爵の報告によれば、大公の最後の言葉は「ゾフィー、ゾフィー！死んでは駄目だ。子供たちのために生きてくれ」というものだった。その後、怪我についての伯爵の質問に答えて、大公は6-7回「大したことはない」という言葉を発し、その後には長い死前喘鳴が続いた。 ゾフィーは総督公邸に到着した時点で死亡が確認された。大公フランツ・フェルディナントはその10分後に薨御した。

### 葬儀
大公夫妻の遺体は戦艦フィリブス・ウニティスでトリエステまで運ばれ、その後は特別列車でウィーンへと運ばれた。多くの外国の王族が葬儀への出席を希望したが、オーストリア政府はそれを断り、葬儀に参列したのはオーストリア皇室のメンバーのみとなった、ゾフィーはカプツィーナー納骨堂に入ることを許されなかったため、夫妻は大公の生前の希望通りアルトシュテッテン城に埋葬された。

### 暗殺者の逮捕と反セルビア暴動

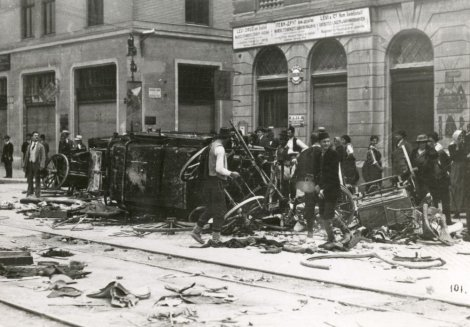
暗殺の翌日（6月29日）にサラエボで発生した反セルビア暴動後の様子

最終的に、サラエボ事件の暗殺者はその全員が逮捕された。現行犯で逮捕されたプリンツィプとチャブリノビッチは当初、取り調べに対しそれぞれが無関係の単独犯であると主張したが、リーダー格のイリッチが捜査網の広がりとともに逮捕され、彼が暗殺に参加した他のメンバーの名前を自白したことで、身を隠していたグラベジュ、ポポヴィッチ、チュブリロヴィッチの3人も当局によって逮捕された。メフメドバシッチはモンテネグロに脱出することでオーストリア当局の捜査を逃れた。オーストリア＝ハンガリー帝国内で逮捕された6人の暗殺者と、武器の密輸等で彼らの計画を支援したとして逮捕された協力者は、サラエボで共に裁判にかけられた。メフメドバシッチは逃走先のモンテネグロで逮捕されたが、拘留中にセルビアへ逃げることを許され、その後セルビア軍の外人部隊に加入した。1917年、セルビア亡命政府はメフメドバシッチを暗殺と無関係の虚偽の罪状で投獄した。（#テッサロニキ裁判（1917年春）参照）
暗殺の数時間後から、サラエボ市内やオーストリア＝ハンガリーの他の地域で反セルビア暴動が発生し、暴動は軍が治安回復に動くまで収束しなかった。暗殺当日の夜、ボスニア・ヘルツェゴビナやクロアチアではセルビア系住民に対する虐殺も行われた。それらの暴力行為は当時のボスニア・ヘルツェゴビナ総督オスカル・ポティオレクによって組織され、また扇動されていた。サラエボ市の警察は暴動を抑制するための努力を何もしなかった。小説家イヴォ・アンドリッチは、サラエボの反セルビア暴動を「憎しみに満ちたサラエボの熱狂」と表現した。サラエボ市では暴動初日に2人のセルビア人が殺害され、破壊または略奪されたセルビア人所有の住宅、店舗、学校、施設（銀行、ホテル、印刷所など）は合計で約1000軒にのぼった。

## 裁判と判決

### サラエボ裁判（1914年10月）
オーストリア＝ハンガリー当局は、メフメドバシッチを除く暗殺者全員および暗殺計画を援助した者たちを逮捕・起訴した。ほとんどの被告は、セルビア王国官吏が関与した大逆の共謀という罪状で起訴された。単なる殺人の共謀とは異なり、大逆の共謀では死刑が宣告される可能性があった。裁判は1914年10月12日から10月23日にかけてサラエボで行われ、10月28日に判決が言い渡された。

#### 暗殺者グループ

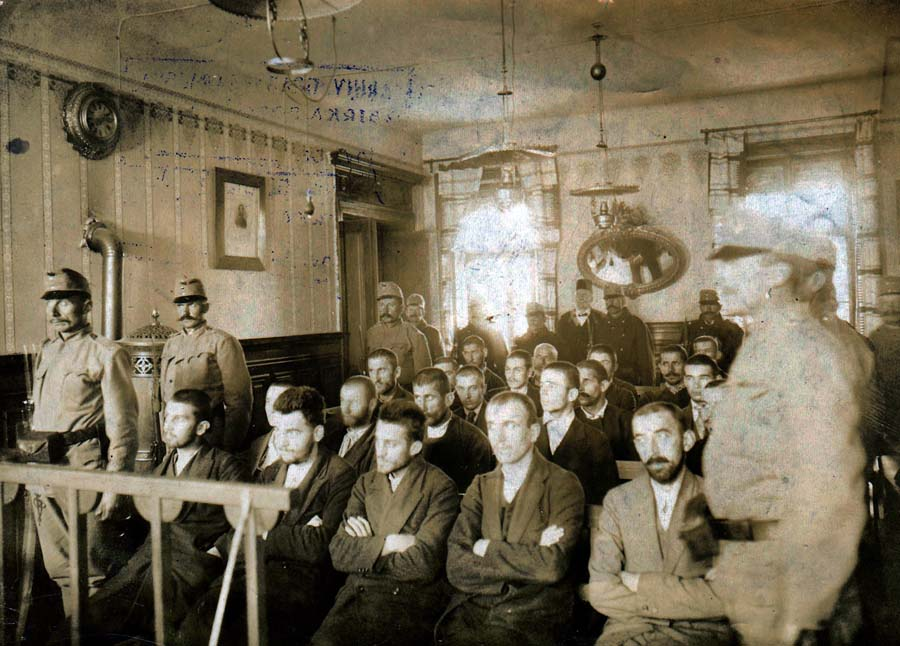
サラエボ裁判の様子（最前列に座る5人は左から: グラベジュ、チャブリノヴィッチ、プリンツィプ、イリッチ、ジョヴァノヴィッチ）

- ダニロ・イリッチ - セルビア軍諜報部長ディミトリエビッチ率いる大セルビア主義テロ組織「黒手組」のサラエボ支部メンバーであり[66][77]、大公フランツ・フェルディナントを殺害するための暗殺者グループを組織した[65]。ボスニア系セルビア人であり教師として働いた経験があった[78]。年齢は23歳でグループの中で最年長であった[79]。
- ムハメド・メフメドバシッチ（英語版） - 「黒手組」メンバーのボシュニャク人であり、ヘルツェゴビナの没落貴族の息子であった[80]。イスラム教徒で大工を職業としていた[79]。
- ツヴィエトコ・ポポヴィッチ（英語版） - サラエボに住む未成年のボスニア系セルビア人であり、イリッチによって暗殺者グループに加えられた[79]。
- ヴァソ・チュブリロヴィッチ（英語版） - サラエボに住む未成年のボスニア系セルビア人であり、イリッチによって暗殺者グループに加えられた。年齢は17歳でグループの中で最年少であった[79]。兄のヴェリコ・チュブリロヴィッチ（英語版）も逮捕され後に処刑された。
- ガヴリロ・プリンツィプ - セルビアの首都ベオグラードから暗殺に参加した未成年のボスニア系セルビア人。フランツ・フェルディナントとその妻ゾフィー・ホテクを射殺した。暗殺実行グループの組織者であるダニロ・イリッチは、ボスニアにおける最も親しい友人であった[78]。
- ネデリュコ・チャブリノヴィッチ（英語版） - プリンツィプと同じくベオグラードから暗殺に参加した未成年のボスニア系セルビア人。大公夫妻の殺害を狙って車列に爆弾を投げつけたが、暗殺は未遂に終わった。プリンツィプは数年来の友人であり、反オーストリア的な思想を共有していた[81]。
- トリフコ・グラベジュ - プリンツィプ、チャブリノヴィッチと同じくベオグラードから暗殺に参加した未成年のボスニア系セルビア人。ベオグラードでは一時プリンツィプと同居していた[82]。

#### サラエボ裁判の経過
死刑となる可能性がある成年の被告らは裁判中、自らの暗殺への関与は不本意であったと主張した。そのような被告の代表的な例は、事実上セルビアの諜報機関として活動していた民族主義組織「ナロードナ・オドブラナ」のエージェントであり、暗殺計画では武器輸送の調整役を務めたヴェリコ・チュブリロヴィッチであった。チュブリロヴィッチは、プリンツィプの背後には残虐な革命組織が存在したため、彼に従わなければ自分の住居は破壊され、家族は殺害されることになると恐れていたと述べた。なぜ法による保護を求めず、法によって裁かれる危険を犯したのかについて尋ねられた際に、チュブリロヴィッチは「私にとっては暴力の方が法律よりも恐ろしかった」と述べた。同じく「ナロードナ・オドブラナ」のエージェントであったミハイロ・ジョヴァノヴィッチも、大公の暗殺には反対していたと証言した。
一方で、死刑を宣告されることがない未成年の被告らは、大公暗殺の全ての責任を自らに帰そうと試みた。セルビア王国の官吏が暗殺に関与したとの告発に対して、ベオグラードから計画に参加した3人（プリンツィプ、チャブリノヴィッチ、グラベジュ）は裁判中、責任は自分たちにあると主張し続け、セルビア当局が追及されるのを避けようとした。その目的のため、3人は裁判前の供述とは異なる法廷証言を行っていた。詰問を受けたプリンツィプは、「私はユーゴスラヴ主義者であり、すべての南スラブ人が統一されることを望んでいる。それがどんな形の国家になろうとも、オーストリアから自由である限りはどうでもよい」と述べた。その後、その望みをどのように実現しようとしているのかを尋ねられると、「テロによってだ」と回答した。一方でチャブリノヴィッチは、自らをオーストリア大公暗殺に駆り立てた政治思想はセルビア国内の党派から学んだものだったと証言した。裁判では、セルビア当局が潔白であるとする被告らの主張は信用されなかった。判決は、「本法廷は、証拠により証明されたものとして、「ナロードナ・オドブラナ」ならびにセルビア王国軍諜報部の双方が、共同でこのような凶行に及んだと見なす」と述べた。
被告人に下された判決は以下の通りであった:
| 被告人名                                 | 判決                                                            |
| ---------------------------------------- | --------------------------------------------------------------- |
| ガヴリロ・プリンツィプ                   | 懲役20年                                                        |
| ネデリュコ・チャブリノヴィッチ（英語版） | 懲役20年                                                        |
| トリフコ・グラベジュ                     | 懲役20年                                                        |
| ヴァソ・チュブリロヴィッチ（英語版）     | 懲役16年                                                        |
| ツヴィエトコ・ポポヴィッチ（英語版）     | 懲役13年                                                        |
| ラザル・ジュキッチ                       | 懲役10年                                                        |
| ダニロ・イリッチ                         | 絞首刑 (1915年2月3日執行)                                       |
| ヴェリコ・チュブリロヴィッチ（英語版）   | 絞首刑 (1915年2月3日執行)                                       |
| ネジョ・ケロヴィッチ                     | 絞首刑（のちに皇帝フランツ・ヨーゼフ1世によって懲役20年に減刑） |
| ミハイロ・ジョヴァノヴィッチ（英語版）   | 絞首刑 (1915年2月3日執行)                                       |
| ヤコブ・ミロヴィッチ                     | 絞首刑（のちに皇帝フランツ・ヨーゼフ1世によって終身刑に減刑）   |
| ミタル・ケロヴィッチ                     | 終身刑                                                          |
| イヴォ・クラニツェヴィッチ               | 懲役10年                                                        |
| ブランコ・ザゴラック                     | 懲役3年                                                         |
| マルコ・ペリン                           | 懲役3年                                                         |
| スヴィヤン・スティエパノヴィッチ         | 懲役7年                                                         |
| その他の被告人9名                        | 無罪                                                            |
裁判中、チャブリノヴィッチは暗殺に参加したことに対する後悔を表明した。 判決が下された後、チャブリノヴィッチは孤児となった大公夫妻の3人の子供たちから、その罪を許す旨の手紙を受け取った。懲役20年を言い渡されたチャブリノヴィッチとプリンツィプは、その後結核によって刑務所内で死亡した。オーストリア＝ハンガリー法の下での懲役20年は、事件当時未成年（20歳未満）であった被告に対する最も重い刑罰だったが、プリンツィプの実際の生年月日については多少の疑いが存在したため、裁判では彼の年齢に関する議論が行われ、最終的にプリンツィプは暗殺時に20歳未満であったとの結論が下された。
ポポヴィッチとチュブリロヴィッチは終戦直後の1918年に出所した。ポポヴィッチはサラエボ博物館の学芸員を勤め、1980年に死去した。サラエボ事件当事者最後の生き残りとなったチュブリロヴィッチは、ベオグラード大学教授、ユーゴスラビア森林相を勤め、1990年に死去した。

### テッサロニキ裁判（1917年春）

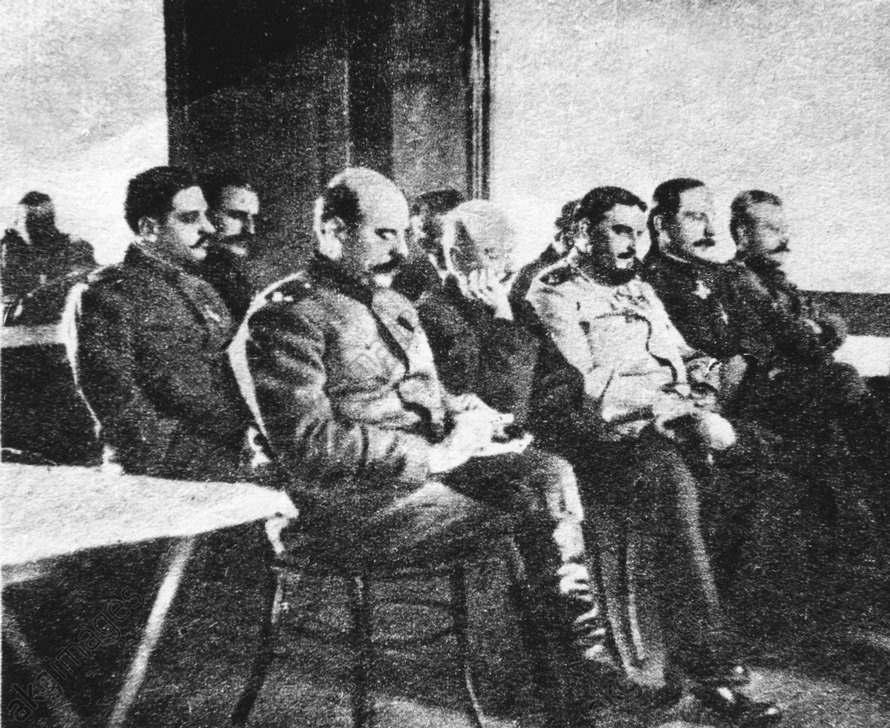
テッサロニキで裁判にかけられる黒手組指導者ディミトリエビッチ

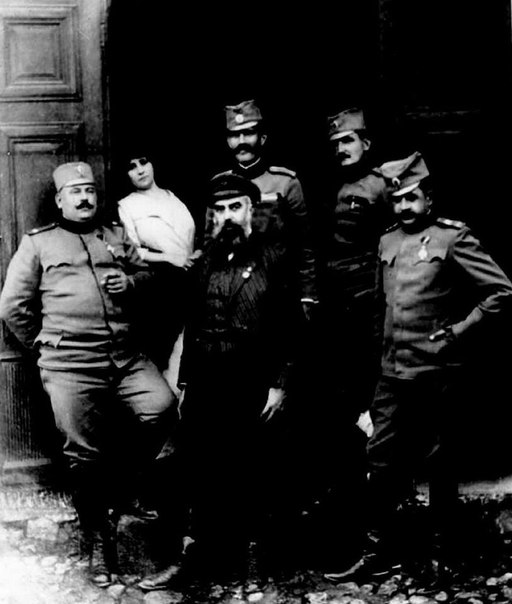
テッサロニキ裁判の被告人（左端がディミトリエビッチ）

1917年の初め、オーストリア＝ハンガリーとフランスの間で秘密裏に和平交渉が行われた。それと並行して、オーストリア＝ハンガリーとセルビアの間でも和平交渉が行われていたという情況証拠が存在する。オーストリア皇帝カール1世は、テッサロニキに亡命中のセルビア政府にセルビアの領地を返還するにあたっての主な条件を提示し、セルビア政府は、以後オーストリア＝ハンガリー帝国に対してセルビアからの政治的動揺がもたらされることはないと保証すべきであると要求した。
和平交渉のしばらく前から、セルビア王国の摂政アレクサンダルと彼に忠実な士官らは、ディミトリエビッチを中心とする党派をアレクサンダルに対する脅威とみなしており、その排除を画策していた。オーストリア＝ハンガリー帝国からの要求は、ディミトリエビッチ排除の動きにさらなる勢いを与えた。1917年3月15日、ディミトリエビッチと彼に忠実な士官らは、サラエボ事件とは無関係のさまざまな虚偽の罪状で起訴され、裁判にかけられた（1953年にセルビア最高裁で再審理が行われ、全員の潔白が証明された）。1917年5月23日、ディミトリエビッチと8人の同僚（計9人）に死刑が宣告された。他の2人には懲役15年が宣告された。被告の1人は裁判中に死亡し、彼への起訴は取り下げられた。その後、セルビア高等裁判所は2人の死刑判決を取り消し、さらにアレクサンダルが4人の死刑を減刑したため、最終的に死刑となったのは3人のみだった。事件当時にセルビア軍諜報部長だったディミトリエビッチは、自らが大公フランツ・フェルディナントの殺害を指示したことを裁判中に告白した。裁判中、計4人の被告がサラエボ事件への関与を告白しており、彼らへの最終的な処分は以下の通りであった。
| 被告人名                           | 判決                                  |
| ---------------------------------- | ------------------------------------- |
| ドラグーティン・ディミトリエビッチ | 銃殺刑 (1917年6月26日執行)            |
| リュボミル・ヴロビッチ             | 銃殺刑 (1917年6月26日執行)            |
| ラデ・マロバビッチ                 | 銃殺刑 (1917年6月26日執行)            |
| ムハメド・メフメドバシッチ         | 懲役15年 (のちに減刑され1919年に釈放) |

セルビアの首相ニコラ・パシッチは、ロンドンに居る使節に宛てた書簡の中で、ディミトリエビッチらへの死刑執行を正当化して、「ディミトリエビッチは、他のあらゆる罪に加えて、フランツ・フェルディナントの殺害を命令したのは自分であると認めたのだ。今や、誰にも刑の執行を延期することはできまい」と述べた。
3人の死刑囚が処刑場まで車で連れて行かれた際、ディミトリエビッチは運転手に向かって次のように述べた。「はっきりさせておくが、私が今日、セルビアの銃弾によって殺されるのは、サラエボの一件を指示したというただそれだけが理由なのだ」
メフメトバシッチは第一次世界大戦後に帰国して服役した後1919年に出所し、1943年にサラエボでウスタシャにより殺害されている。

## 結果

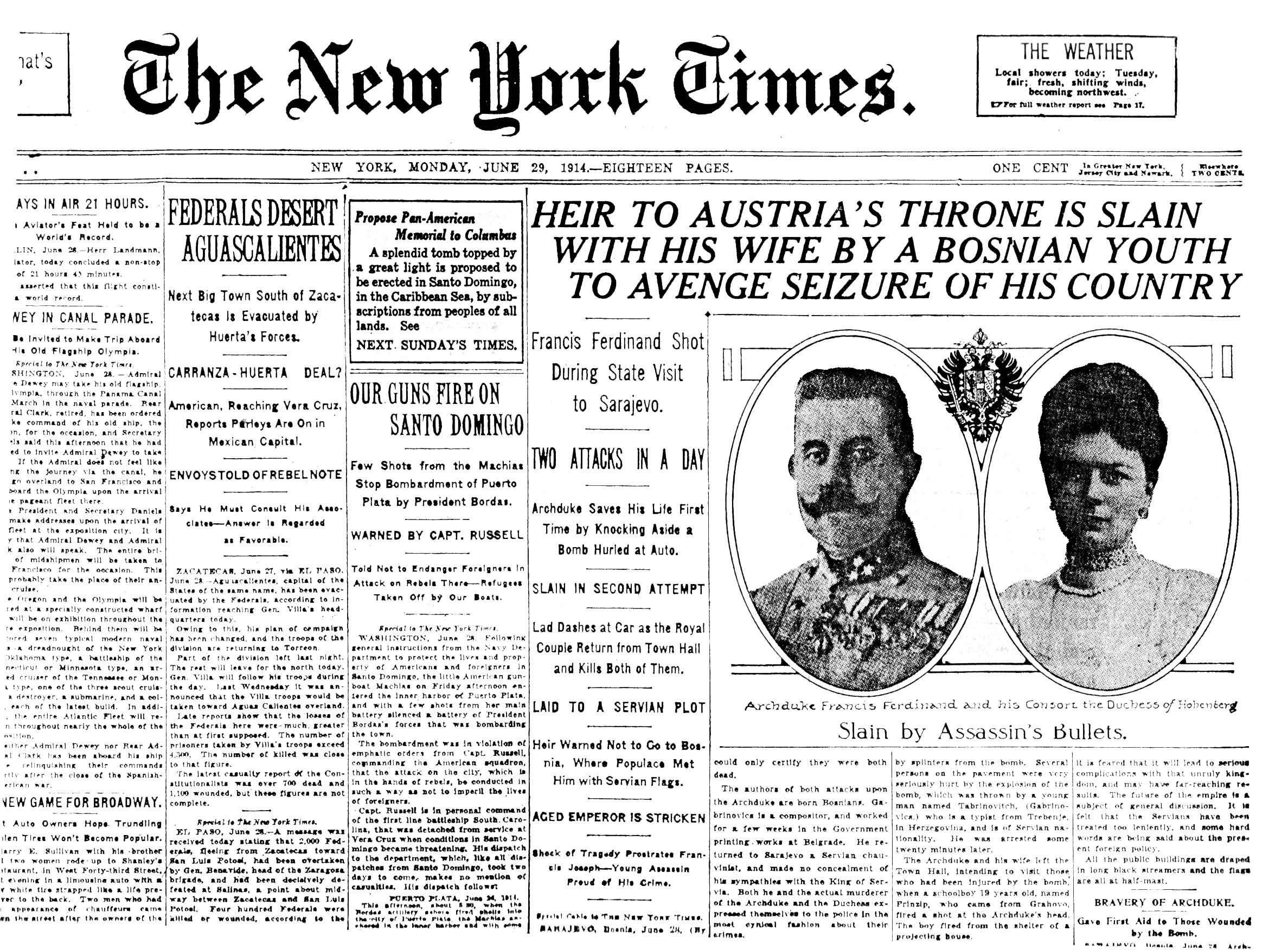
暗殺事件を伝える『ニューヨーク・タイムズ』

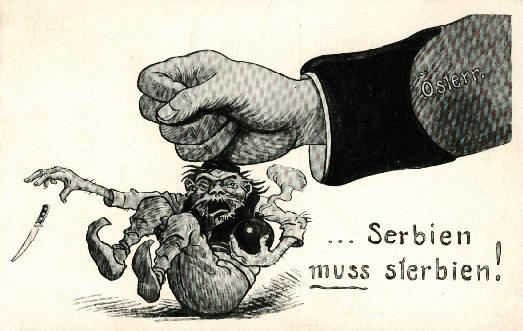
"セルビア死すべし!" (Serbien muss sterb[i]en!; 韻を踏むようsterbenの本来のスペルに[i]が加えられている)
オーストリアがセルビア人を成敗する様子を描いた1914年のプロパガンダ戯画

オーストリア＝ハンガリー帝国の後継者とその妻の暗殺は、ヨーロッパ中の王室に大きな衝撃を与え、当初はオーストリアの境遇に多くの同情が集まった。他方、ウィーンの一般市民は大きな反応を示さず、暗殺事件の夜にもまるで何事もなかったかのように音楽に耳を傾け、ワインを楽しんでいた。事件発生から2日以内に、オーストリア＝ハンガリー帝国とドイツ帝国はセルビア王国に対し、大公の暗殺について調査を実施するべきであると勧告したが、セルビア外務省の事務局長スラヴコ・グルイッチは「この問題はセルビア政府とは無関係であり、これまでの所いかなる措置も実施されていない」と回答した。この回答を受け、ベオグラードではオーストリアの代理公使とグルイッチの間で怒りを帯びたやりとりが交わされた。
サラエボ事件の刑事捜査を済ませ、有事の際に同盟国ドイツから軍事支援が受けられることを確認したオーストリア＝ハンガリー政府は、1914年7月23日、セルビア政府に対し正式な通告を出した。この通告は、ボスニア・ヘルツェゴビナに関する列強の決定を尊重し、二重帝国との善隣関係を維持することはセルビアの義務だとした上で、多数の具体的要求をセルビア政府に突きつけるものであった。要求には、セルビアにおける反オーストリア的プロパガンダの禁止・それらのプロパガンダの背後に存在する官僚と将校の追放・民族主義組織「ナロードナ・オドブラナ」の解散・サラエボの暗殺者を幇助および教唆したと疑われる特定の将校の逮捕・二重帝国-セルビア間の国境の監視強化などが含まれていた。さらには、セルビア政府がセルビア国内で実施するサラエボ事件の調査と、二重帝国に対する破壊活動の鎮圧に、オーストリア＝ハンガリー政府からの代表者を参加させることが要求されていた。
のちに「7月の最後通牒」として知られるようになるこの通告は、セルビアが48時間以内にすべての要求を受け入れなかった場合、オーストリア＝ハンガリーは駐セルビア公使を本国に呼び戻すことになると警告していた。ロシアから支援を約束する旨の電報を受け取ったセルビアは、動員を開始するのと同時に、最後通牒への回答を出した。期限直前の7月25日午後6時に出された回答は極めて懐柔的であり、ほとんどの点でオーストリア＝ハンガリー側の要求を受け入れていたが、事件調査への二重帝国代表者の参加には同意していなかった。回答を受け取った帝国公使ウラジミル・ギースルは即座に不満足の意を表し、ベオグラードを離れ、オーストリア＝ハンガリーとセルビアの外交関係は断絶された。
その翌日、セルビア軍の予備兵を輸送していた蒸気船がコヴィン付近にてドナウ川のオーストリア＝ハンガリー帝国領に入ったため、オーストリア＝ハンガリー軍の兵士が警告を与える目的で空中に発砲するという事件が起きた。当初、この出来事の情報は不正確であり、皇帝フランツ・ヨーゼフ1世には事件が「かなりの軍事衝突」であると誤って報告された。1914年7月28日、オーストリア＝ハンガリーはセルビアに宣戦布告し、翌7月29日には首都ベオグラードを砲撃した。同日、ロシアはセルビアを支援すべくオーストリア＝ハンガリーに対する部分動員令を発し、翌7月30日には総動員令を出した。この総動員令に反応したドイツは8月1日、ロシアに宣戦布告して動員令を発し、第一次世界大戦の勃発につながった。

## 現代における評価
100年前にガヴリロ・プリンツィプが放った銃弾は、ヨーロッパに向けて発砲されたものではなく、自由を得るための発砲であり、外国による支配からの解放を目指すセルビア人の闘いの先駆けとなった。—スルプスカ共和国大統領ミロラド・ドディク
彼（プリンツィプ）の行為がもたらした影響は、ボスニアにとって非常に悪いものだった。 ボスニアはユーゴスラビアとなって消滅し、ボスニアに住むムスリム人の存在は1968年まで認められることはなかった。彼ら（オーストリア＝ハンガリー帝国）はユーゴスラビア王国やユーゴスラビア共産主義者同盟に比べれば、はるかに優れた支配者と言えた。 歴史的な記録を見れば、オーストリア＝ハンガリーが法による支配のような概念をいかに重視していたかがわかるだろう。我々は1918年に非常に多くのものを失った。—フェドザト・フォルト（ボスニア・ヘルツェゴビナ連邦系通信社の論説委員）- プリンツィプはオーストリア＝ハンガリーという占領者からボスニアを解放する手助けをしたという主張に対して

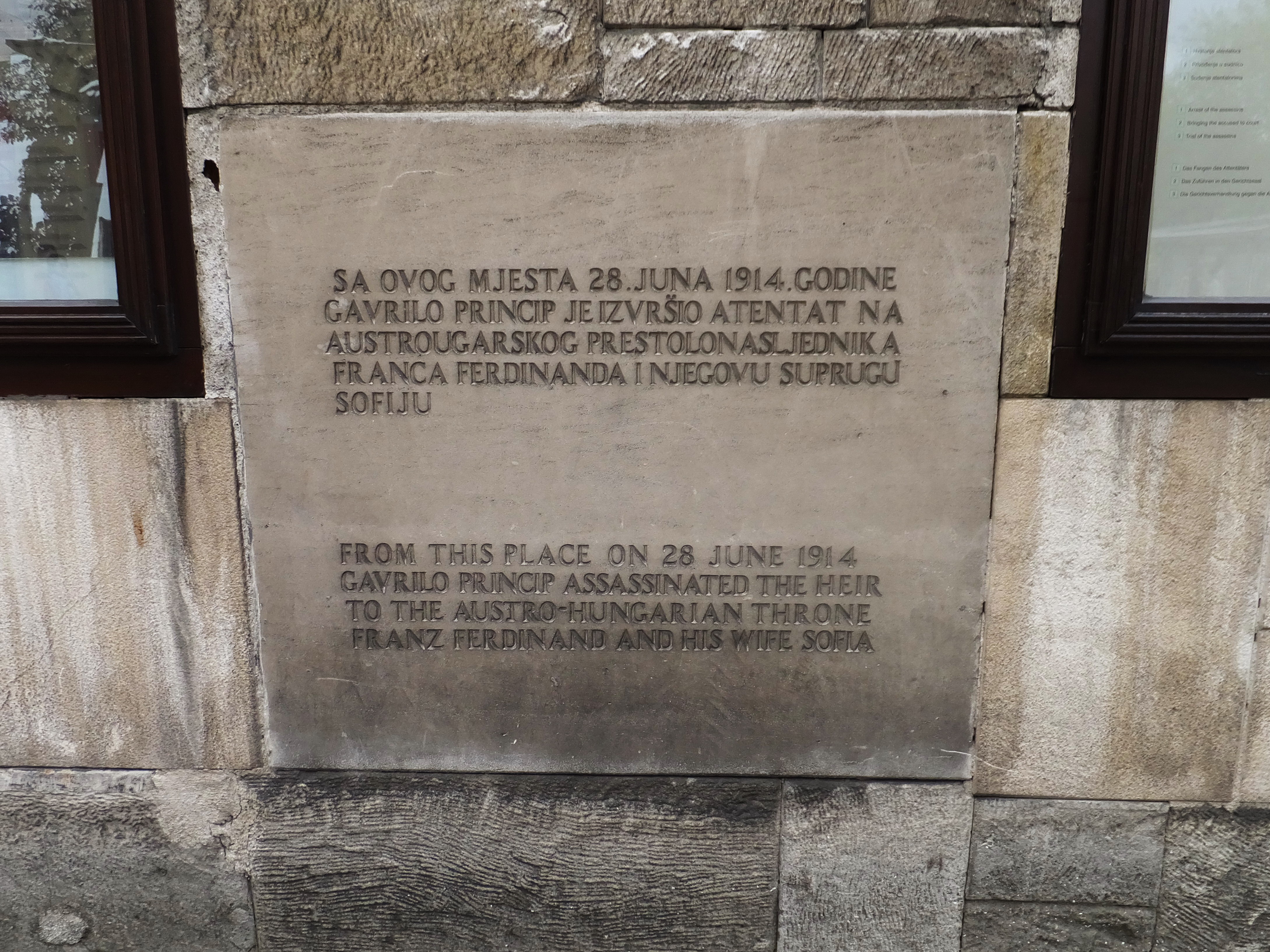
現在の暗殺現場にはセルビア・クロアチア語と英語の両方で書かれた銘板が設置されている

暗殺者の1人であったヴァソ・チュブリロヴィッチは後にサラエボ事件を振り返って、「私たちは美しい世界を破壊した。それは大戦の勃発によって永遠に失われた」と語った。
旧ユーゴスラビアの多くの国で、ボシュニャク系およびクロアチア系住民の大部分は、プリンツィプはテロリストであり、またセルビア民族主義者であると見なしている。サラエボ事件の100周年記念行事は欧州連合によって企画され、サラエヴォ市庁舎でウィーン・フィルハーモニー管弦楽団によるコンサートが行われた。記念行事にはオーストリア大統領のハインツ・フィッシャーが主賓として招かれた。
他方、セルビア民族主義者の要人らはこの記念行事をボイコットし、一切の参加を取りやめた。スルプスカ共和国に属する東サラエボでは、サラエボ事件の100周年を記念してプリンツィプの銅像が建てられた。その後2015年6月には、セルビアの首都ベオグラードにもプリンツィプの銅像が建てられた。セルビアの歴史教科書は、セルビアまたはプリンツィプが第一次世界大戦のきっかけとなったことを否定しており、開戦の責任は中央同盟国にあるとしている。スルプスカ共和国大統領ミロラド・ドディクは、ボスニアは「いまだ分裂状態にある」と認めた上で、プリンツィプは「自由の戦士」であり、オーストリア＝ハンガリーは「占領者」であったと主張した。
プリンツィプが使用した銃と、大公フランツ・フェルディナントが乗っていた車、血に染まった大公の軍服、そして大公が死亡したシェーズ・ロングは、オーストリアのウィーン軍事史博物館に常設展示されている。プリンツィプによって発射された弾丸は、「第一次世界大戦を始めた弾丸」とも呼ばれ、チェコのベネショフにあるコノピシュチェ城内の博物館に展示されている。事件のすぐ後に暗殺現場に建てられ、サラエボがユーゴスラビアとなった1918年に破壊された記念碑に含まれていた大公夫妻をかたどった銅のメダルは、サラエヴォにあるボスニア・ヘルツェゴビナ国立美術館で現在保存されている。

### サラエボ事件100周年
現在ボスニア・ヘルツェゴビナの首都であるサラエボでは、2014年6月28日、平和を願う記念行事が開かれたが、セルビア人を犯罪者扱いする文言があるとして、隣国セルビアの首脳が出席を拒否する事態となった。ボスニア・ヘルツェゴビナ国内には、プリンツィプをテロリストと見なす意見と、英雄と見なす意見の両方が存在する。前日27日に行われたプリンツィプの銅像の除幕式では拍手が巻き起こり、プリンツィプのTシャツを着た見物人などが銅像を一目見ようと集まった。

### 銘板内容の変遷
セルビアの週刊誌『ヴレーメ』（2013年10月31日号）によると以下の内容の変遷を辿っている。
1. 1枚目の銘板は、1930年2月2日に設置された。その大理石記念銘板の碑文内容は、「この歴史的場所で、ガヴリロ・プリンツィプは、1914年6月15日[注釈 7]（28日）、聖ヴィトゥスの日に自由をもたらす。」と刻記され設置された。この内容に周辺国等は反発したが、ユーゴスラヴィア王国政府は「暗殺者の友人たちと家族等が私的に作って設置したものである」と釈明した。なおこの碑文は、1941年4月20日のアドルフ・ヒトラーの52歳誕生日に誕生日プレゼントとして特別に持参されて送られている。
2. 2枚目の銘板は、1945年4月6日にサラエボを解放したパルチザン部隊は、1945年5月7日に「この場所からのガヴリロ・プリンツィプの発砲は、反専制の人民的抗議と我等諸人民の長年にわたる自由への希求を表現している。」と刻記された新しい記念銘板を現場の石壁にはめ込んでいる。
3. 1992年3月1日に独立後、45年に設置された2枚目の銘板は、撤去されている。2004年に「1914年6月28日、この場所からガヴリロ・プリンツィプは、オーストリー・ハンガリー皇太子フランツ・フェルデナントと妻ソフィアを殺害した。」との内容が刻記された3枚目の銘板が設置されている。

## その他

### 都市伝説
大公夫妻の乗っていた自動車については、「事件後に複数の所有者の手に渡り、みな悲惨な最期を遂げた」という都市伝説が語られることがあり、「最終的に博物館に所蔵されていたが、第二次世界大戦中に爆撃を受けて失われた」と続く場合もある（前述の通り、実際には自動車は現存している）。